# Asoi Nanggro
Asoi Nanggro is een bestuurslaag in het regentschap Banda Aceh van de provincie Atjeh, Indonesië. Asoi Nanggro telt 522 inwoners (volkstelling 2010).